# Liste des partis politiques en Géorgie
Une liste des partis politiques géorgiens, non exhaustive, peut être établie par ordre chronologique de création.

## Avant et durant la 1rerestauration d'indépendance

Drapeau de la Géorgie (1918-1921)

- Parti ouvrier social-démocrate géorgien (en géorgien: საქართველოს სოციალ-დემოკრატიული პარტია) cofondé en 1893 par Sylvestre Djiblazé, Noé Jordania et Nicolas Tchéidzé [1],

- Parti social-fédéraliste géorgien (en géorgien : საქართველოს სოციალისტ-ფედერალისტთა პარტია) cofondé en 1904 par Ivané Abachidzé, Chalva Alexis-Meskhichvili, Andro Dékanozichvili, Guiorgui Dékanozichvili[2], Artchil Djordjadzé, Guiorgui Laskhichvili, Tedo Sokhia et Varlam Tcherkézichvili[1],

- Parti national-démocrate géorgien (en géorgien : საქართველოს ეროვნულ-დემოკრატიული პარტია) cofondé en 1917 par Koté Abkhazi, Ioseb Dadiani, Jason Djavakhichvili, Parten Gotoua, Guiorgui Gvazava, Spiridon Kedia, Nikoloz Nikoladzé, Ekvtimé Takhaïchvili et  Vasil Tsérétéli[1],

- Parti communiste géorgien cofondé en 1920 par Pelipe Makharadzé, Polycarpe Mdivani et Sacha Guéguétchkori[1].

## Après la 2erestauration d'indépendance

Drapeau de la Géorgie (depuis 2004)

- Partis communistes de Géorgie post-1990 : plusieurs formations dont le Parti communiste unifié de Géorgie fondé en 1994 par Nugzar Avaliani[3],

- Parti républicain  (en géorgien :  საქართველოს რესპუბლიკური პარტია) légalisé 1990 et dirigé successivement par David Berdzénichvili, Roman Doumbadzé, Tina Khidasheli et David Oussoupachvili,

- Parti travailliste  (en géorgien : საქართველოს ლეიბორისტული პარტია), fondé en 1995 par Chalva Natelachvili,

- L'industrie sauvera la Géorgie  (en géorgien : მრეწველობა გადაარჩენს საქართველოს) cofondé en 1999 par Guiorgui Topadze, Vakhtang Khmaladzé et Zourab Tkémaladzé ,

- Parti des nouvelles droites  (en géorgien : ახალი მემარჯვენეები) cofondé en 2000 par David Gamkrélidzé, Lévan Gatchétchiladzé, Mamuka Katsidzé, et Pikria Tchikhradzé,

- Parti conservateur (en géorgien : საქართველოს კონსერვატიული პარტია) cofondé en 2001 par Zviad Dzidzigouri,

- Mouvement national uni (en géorgien : ერთიანი ნაციონალური მოძრაობა fondé en 2001 par Mikheil Saakachvili , disposant du groupe parlementaire Mouvement national - Démocrates (en géorgien : ნაციონალური მოძრაობა – დემოკრატები ) à partir de 2004,

- Voie de la Géorgie (en géorgien : საქართველოს გზა), fondé en 2006 par Salomé Zourabichvili,

- Forum national  (en géorgien : ეროვნული ფორუმი) fondé en 2006 par Kakhaber Chartava,

- Mouvement démocratique - Géorgie unie  (en géorgien : დემოკრატიული მოძრაობა — ერთიანი საქართველო) fondé en 2008 par Nino Bourdjanadze,

- Notre Géorgie - Démocrates libres  (en géorgien : ჩვენი საქართველო - თავისუფალი დემოკრატები) fondé en 2009 par Irakli Alassania,

- Rêve géorgien  (en géorgien : ქართული ოცნება–დემოკრატიული საქართველო), fondé en 2011 par Bidzina Ivanichvili : sa dénomination a aussi désigné à partir de 2012 une coalition de partis représentés au parlement, avant de redevenir celle du seul parti en octobre 2016,

- Alliance des patriotes de Géorgie (en géorgien: საქართველოს პატრიოტთა ალიანსი) cofondé en 2012 par Irma Inashvili, Soso Manjavidze et Davit Tarkhan- Mouravi,

- L'État pour le peuple (en georgien: სახელმწიფო ხალხისთვის) fondé en 2016 par Paata Burchuladze,

- Géorgie européenne (en géorgien : ევროპული საქართველო) fondé en 2017 par Davit Bakradze, Guiorgui Ougoulava et Guiorgui Bokeria.